# Neu-Venedig

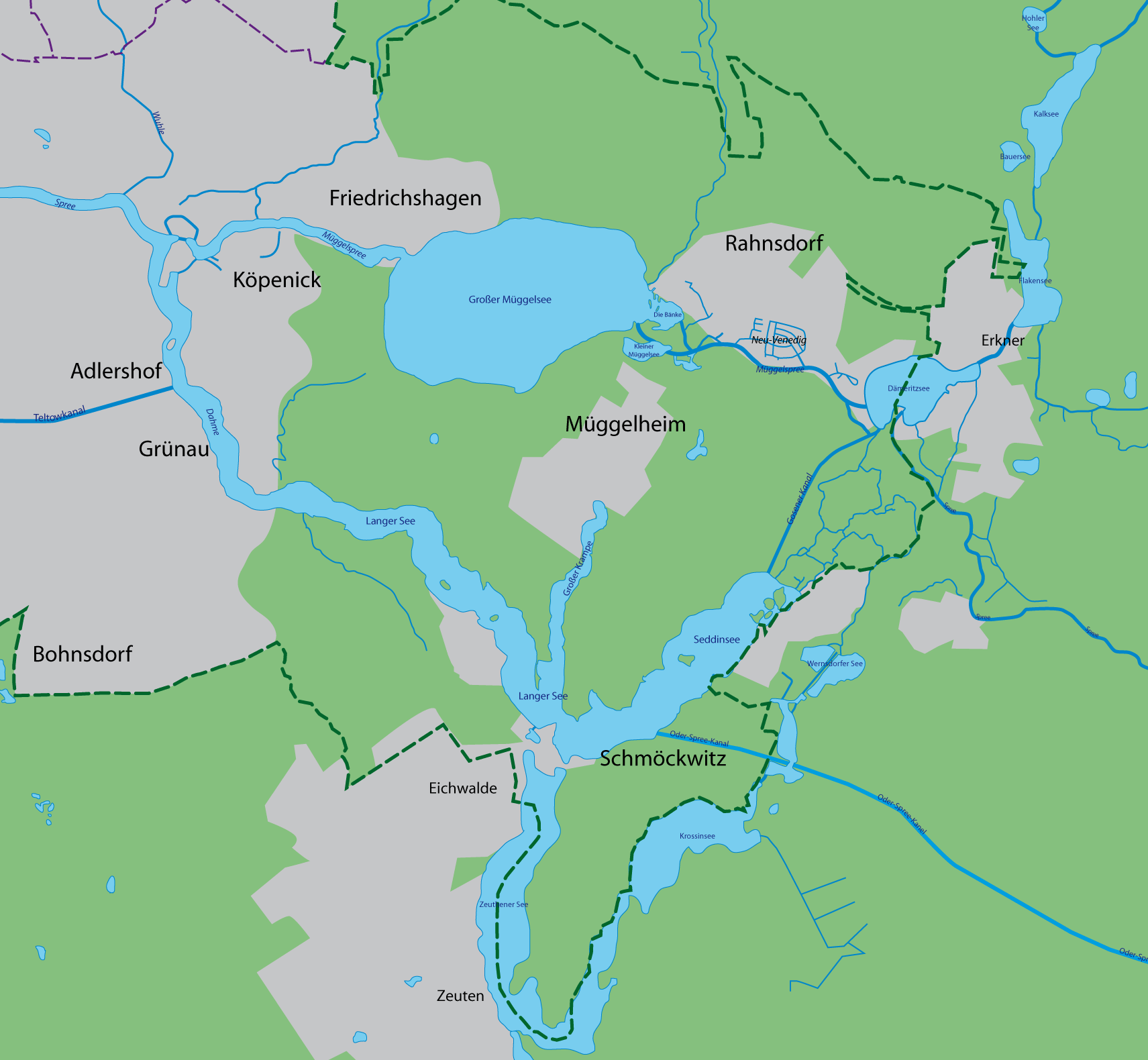
Östlich des Müggelsees liegt Neu-Venedig

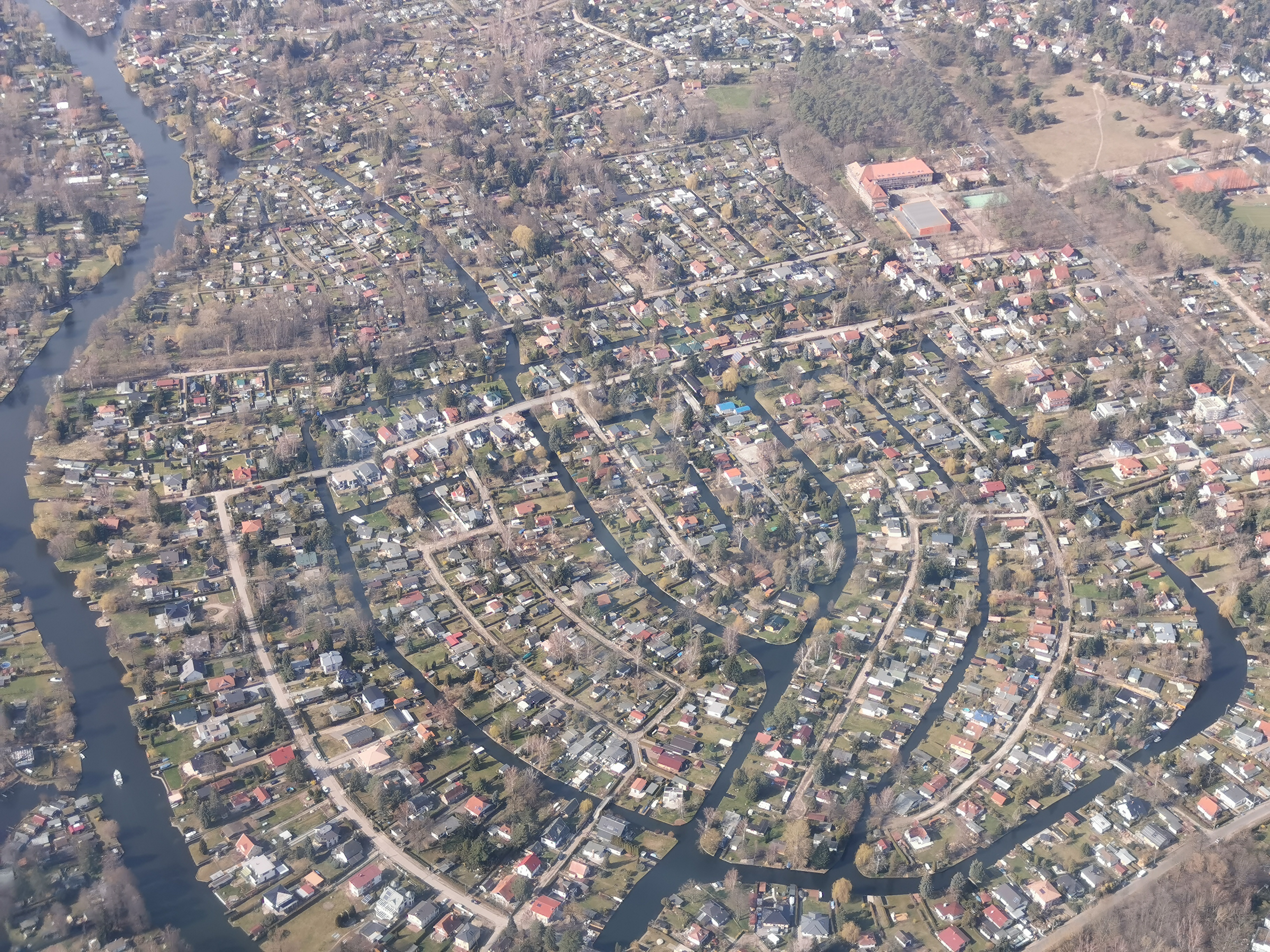
Neu-Venedig aus der Luft

Als Neu-Venedig wird eine Wohn- und Wochenendhaussiedlung im Berliner Ortsteil Rahnsdorf (Ortslage Wilhelmshagen) bezeichnet. Sie liegt an der Müggelspree zwischen Dämeritz- und Müggelsee südlich der Fürstenwalder Allee. Die Spree bildet an dieser Stelle ein kleines Delta, in dem sich fünf Kanäle verzweigen. Die meisten Grundstücke in diesem Gebiet sind Wassergrundstücke, von denen viele einen Steg oder ein Bootshaus besitzen. In der Zeit nach dem Zweiten Weltkrieg war Neu-Venedig von ausgebombten Familien bewohnt. Während der DDR-Zeit haben dort hauptsächlich Funktionäre der SED ein Wochenendgrundstück („Datsche“) erhalten.

## Geschichte

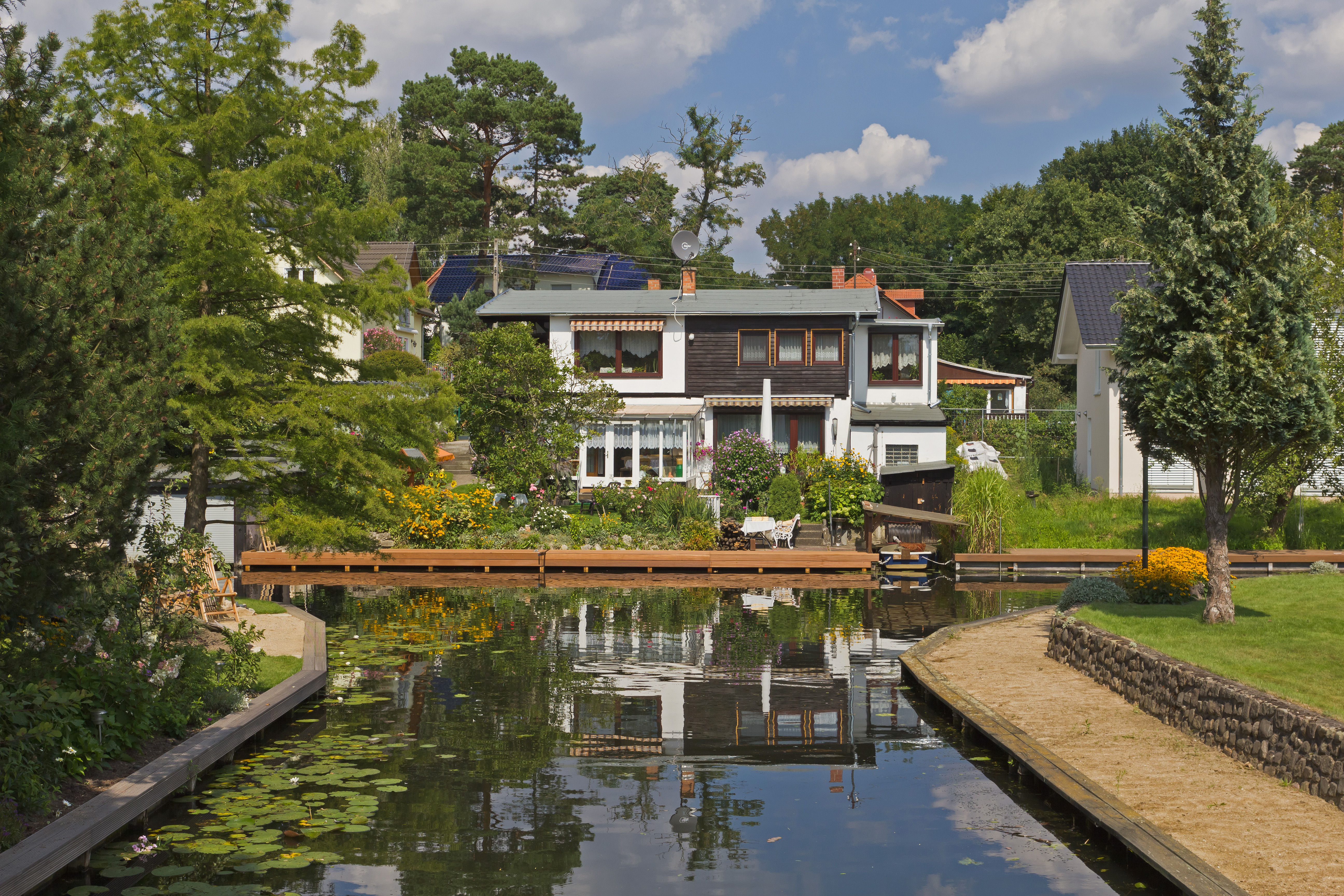
Typische Ansicht von Neu-Venedig

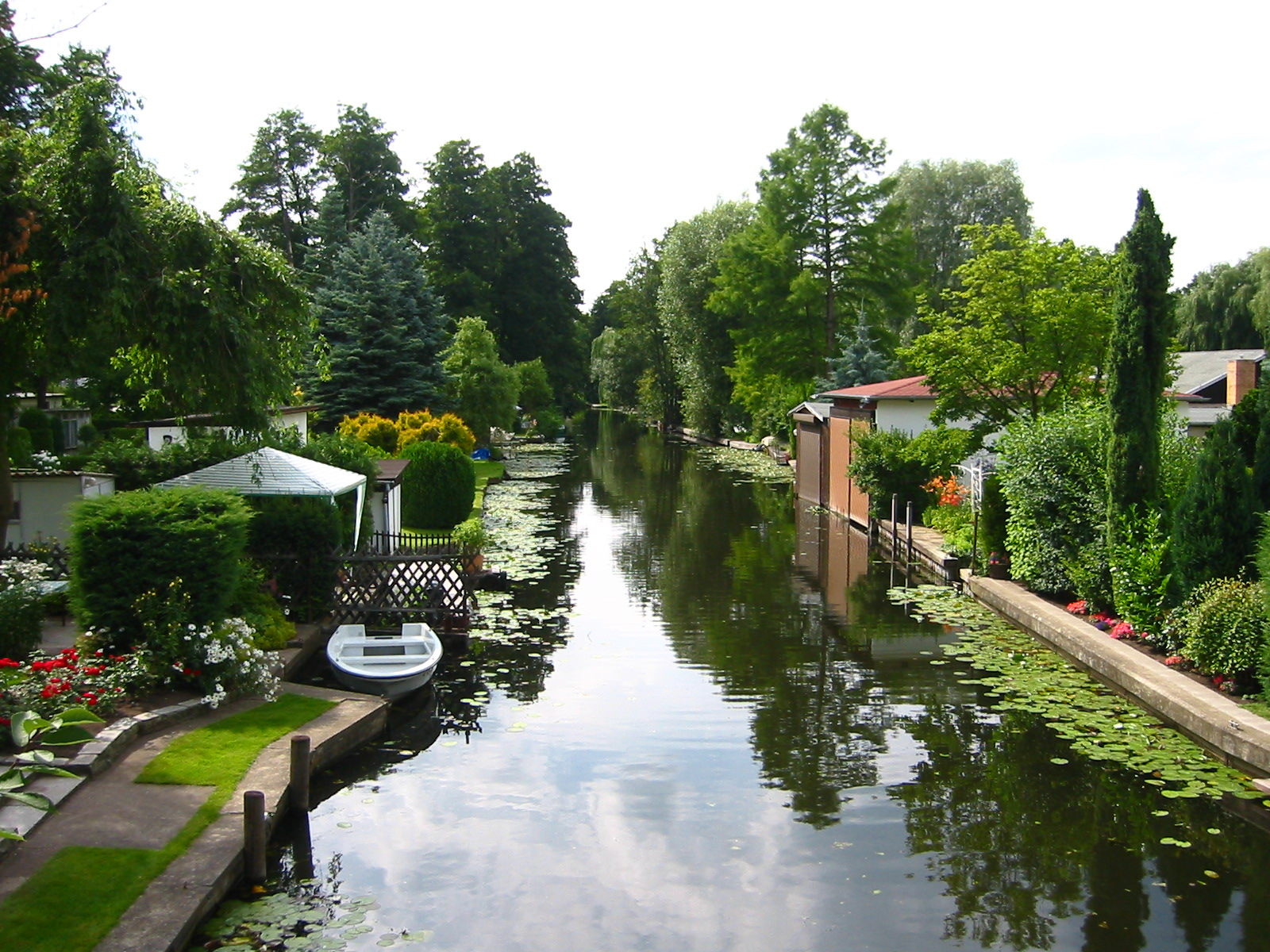
Kanal in Neu-Venedig

Die Entstehung Neu-Venedigs geht zurück auf das Jahr 1890. In diesem Jahr wurde das Rittergut Rahnsdorf verkauft und zusammen mit dem Gut Hessenwinkel von der Stadtverwaltung der damals eigenständigen Stadt Köpenick erworben, die 1920 zum 16. Verwaltungsbezirk von Berlin wurde.
Zu den Ländereien des damaligen Gutes Rahnsdorf gehörten auch die sumpfigen Spreewiesen, ein Vorflutgelände der Spree, unterhalb des Gutshauses. Im Jahre 1925 wurde vom Bauamt Köpenick ein Bebauungsplan für einen Teil der Spreewiesen erstellt, die folglich ab 1926 durch Kanäle entwässert wurden. Man nannte das Gebiet anfangs „Neu-Kamerun“. Im Verlauf der Arbeiten wurde es allerdings in Neu-Venedig umbenannt. Schließlich wurde ein fünf Kilometer langes Kanalsystem ausgehoben, das sechs Inseln umfließt und über neun Auto- sowie drei Fußgängerbrücken verfügt.
Im Jahr 1928 wurde die Neue Rahnsdorfer Terrain-Actiengesellschaft mit dem Verkauf der 374 Wassergrundstücke beauftragt. Die Grundstücke wurden ab 600 Quadratmeter für 3,50 Mark je Quadratmeter verkauft und befinden sich heute in Privatbesitz. Von 1933 bis 1935 wurden die Wege durch Aushub des in Bau befindlichen Gosener Kanals um rund einen Meter erhöht. Aufgrund des morastigen Untergrundes der ehemaligen Spreewiesen werden die geschotterten Wege auch heute nicht asphaltiert.
Neu-Venedig wird heute vom Lagunenweg im Osten und dem Rialtoring im Süden und Westen umschlossen. Der Rialtoring führt dabei über vier Brücken und hat seinen Namen von der Rialtobrücke in Venedig. Im Inneren Neu-Venedigs ist bis heute kein Dauerwohnrecht zu erhalten, da die Grundstücke als Flutgelände die Hauptstadt Berlin vor Hochwasser schützen und im Notfall geflutet werden können. Die bislang höchste Flut verzeichnete Neu-Venedig im Jahr 1947. Verursacht wurde sie, weil sich das Wasser von der Berliner Mühlendammschleuse spreeaufwärts staute. Die Schleuse war durch die Folgen des Zweiten Weltkriegs kurzzeitig funktionsunfähig. Der höchste Pegelstand wurde damals in Neu-Venedig mit 74 Zentimetern gemessen – alle Ufer und Häuser auf den flachen Grundstücken waren unter Wasser gesetzt und nur die Straßen schauten aus den Fluten hervor.